# Zbraslavec
Zbraslavec är en ort i Tjeckien.   Den ligger i regionen Södra Mähren, i den östra delen av landet, 170 km öster om huvudstaden Prag. Zbraslavec ligger 373 meter över havet och antalet invånare är 181.
Terrängen runt Zbraslavec är kuperad norrut, men söderut är den platt.Runt Zbraslavec är det ganska tätbefolkat, med 116 invånare per kvadratkilometer. Närmaste större samhälle är Blansko, 15,8 km sydost om Zbraslavec. I omgivningarna runt Zbraslavec växer i huvudsak blandskog.